# Округ Тринити (Тексас)
Округ Тринити (енгл. Trinity County) је округ у америчкој савезној држави Тексас. По попису из 2010. године број становника је 14.585.

## Демографија
Према попису становништва из 2010. у округу је живело 14.585 становника, што је 806 (5,8%) становника више него 2000. године.
| Група             | 2000.          | 2010.          |
| Белци             | 11.289 (81,9%) | 11.819 (81,0%) |
| Афроамериканци    | 1.642 (11,9%)  | 1.378 (9,4%)   |
| Азијати           | 32 (0,2%)      | 42 (0,3%)      |
| Хиспаноамериканци | 668 (4,8%)     | 1.117 (7,7%)   |
| Укупно            | 13.779         | 14.585         |